# Parque Eólico de Gargaú
O Parque Eólico de Gargaú é uma usina de produção de energia eólica na cidade de São Francisco de Itabapoana, na região norte do estado do Rio de Janeiro; com 17 aerogeradores que gera em um dia 28 MW, o que abasteceria uma cidade com 80 mil habitantes. É a primeira central geradora de energia eólica da Região Sudeste.

## Visão geral
Estima-se que a obra, avaliada inicialmente em R$ 140 milhões, tenha custado o dobro. Ao todo, são 17 torres aerogeradores de 1,65 MW que integram o empreendimento, cada um com 120 metros de altura.

## Construção
Antes da construção do parque, foi preciso uma análise técnica da região, com um estudo detalhado do vento ao longo de cinco anos. O fato de haver poucas construções nas redondezas, ser uma planície e a construção causar pequeno impacto ambiental fez com que São Francisco de Itabapoana fosse a escolha para a implantação do parque ao invés da cidade de Arraial do Cabo. As abas são construídas com fibras de vidro e carbono e chegaram na cidade em caminhões a partir do porto do Rio de Janeiro, vindas da Dinamarca em navios. O parque ocupa uma área de 500 hectares, porém, apenas 1,7 de toda a área é usada. São ao todo 17 torres que possuem 80 metros de comprimento, podendo alcançar 110 metros totais com uma das hélices na vertical. Só o eixo de giro das abas pesa 70 toneladas. Cada pá tem 30 metros de extensão. São três pás para cada torre. As abas são montadas no chão e içadas por guindastes. Para cada torre há uma subestação unitária, em seu pé. Foram dois anos de construção do parque com o auxílio de 300 pessoas..

## Demanda e utilização
Há uma subestação unitária para cada torre. A rotação das abas é de 14 RPM, o que equivale a uma velocidade máxima de 160 km/h. São produzidos 28 megawatts de energia elétrica, o suficiente para abastecer uma cidade de 80 mil habitantes. Toda esta produção segue para uma central e depois é distribuída por todo o Brasil. Em 2013, segundo dados da Associação Brasileira de Energia Eólica (Abeeólica), os 28 parques eólicos que integram o Operador Nacional do Sistema Elétrico (ONS) produziram uma média diária de 433 megawatts de energia.